# Монастирищенське нафтове родовище
Монастирищенське нафтове родовище — належить до Монастирищенсько-Софіївського нафтоносного району Східного нафтогазоносного регіону України. 

## Опис
Розташоване в Чернігівській області, на відстані 18 км від м. Ічня.
Знаходиться в західній частині південної прибортової зони Дніпровсько-Донецької западини в межах Монастирищенського виступу кристалічного фундаменту.
Підняття виявлене у відкладах карбону. 
Перший приплив нафти одержано в 1970 р. з інт. 3360-3379 м. Колектори - піщані нижньовізейські породи.
Поклад масивно-пластовий, склепінчастий. Режим покладу пружноводонапірний. Запаси початкові видобувні категорій А+В+С1 - 915 тис.т нафти; розчиненого газу 22 млн. м³. Густина дегазованої нафти 827 кг/м³. Виробленість Покладу - понад 99,6%. 